# Хоментовская, Анна Ильинична
Анна Ильинична Хоментовская (1 октября 1881, Ростов, Ярославская губерния — 3 октября 1942, Островно, Калининская область) — историк-медиевист, специалист по итальянскому Возрождению.

## Биография
Анна Ильинична Шестакова (Хоментовская) родилась 1 октября 1881 года в Ростове. Отец Илья Иванович Шестаков был комендантом крепостной артиллерии Петропавловской крепости, служил в Артиллерийском управлении, был генерал-губернатором Вильны. Был болен диабетом. По состоянию здоровья был переведен в Санкт-Петербург, возглавил завод «Арсенал». Умер в 1914 году. Мать Людмила Михайловна Шестакова (Раевская) выросла в Вене, была членом Филармонического общества, пела в Ла Скала в Милане, преподавала в петербургской Консерватории. Поддерживала дружеские отношения с А. Г. Рубинштейном и И. С. Аксаковым.
Закончив гимназию (по данным Книги памяти, женское училище при евангелистско-лютеранской церкви св. Анны) в 1899 году, Анна Ильинична поступила на физико-математический факультет Бестужевских курсов. В 1904 году под влиянием революционных идей ушла из семьи, начав зарабатывать на жизнь уроками и переводами. Вышла замуж за присяжного поверенного Хоментовского. Окончив физико-математический факультет, в 1911 году поступила на историко-филологический факультет Бестужевских курсов. Её преподавателями были проф. И. М. Гревс, Э. Д. Гримм, Е. В. Тарле, О. А. Добиаш-Рождественская, А. Н. Веселовский. В 1916 г. после окончания курсов она осталась на кафедре всеобщей истории, надеясь продолжить академическую карьеру.
В 1918—1919 годах работала в архиве. Бестужевские курсы объединили с Петроградским университетом, и магистерские экзамены Анна Ильинична сдавала уже в университете. В 1920—1923 годах была доцентом Петроградского университета (до ликвидации историко-филологического факультета). В 1921—1928 годах преподавала историю итальянского Возрождения в Институте истории искусств. С 1925 года заведовала библиотекой и архивом наблюдений Главной геофизической обсерватории, работала в Палеографическом музее. В 1927 году была направлена в научную командировку в Италию.
В 1935 году её арестовали и на 5 лет выслали из Ленинграда. До 1937 года жила в Саратове, работала в университетской библиотеке. В 1937—1940 годах находилась в заключении в инвалидном лагере близ г. Пугачева Саратовской области. Освобождена вследствие пересмотра дела в 1940 году (из-за прогрессирующей болезни) без права проживания в больших городах и с тех пор жила в Вышнем Волочке. Пыталась преподавать в школе, но состояние здоровья ухудшилось.
Умерла 3 октября 1942 года в с. Островно Удомельского района Калининской (Тверской) области.

## Научная деятельность
Начало исследовательской деятельности было связано с изучением творчества Н. Г. Чернышевского. Работа, написанная для сдачи магистерского экзамена в Петроградском университете, «Н. Г. Чернышевский и подпольная литература начала 60-х годов» была высоко оценена А. Е. Пресняковым.
Наиболее серьёзные работы посвящены искусству Возрождения, вопросам источниковедения и историографии Итальянского Возрождения. Объектами исследований были Кастильоне, Стендаль, Ф. Колонна, Лоренцо Валла, Ф. Феличано.
Основным трудом по истории итальянского ренессанса является монография «Итальянская гуманистическая эпитафия: её судьба и проблематика» (СПб., 1995), в которой исследуются эпиграфическая техника и поэтика эпитафии-надписи (1300—1500), античные и средневековые прецеденты ренессансных эпитафий. Предметом изучения были эпитафии самих гуманистов, а не сочиненные ими для надгробий других людей. Автор рассматривает надгробные надписи не только как явление литература, но и в качестве отголоска повседневной культуры, как социокультурное явление.

## Основные работы
Кастильоне, друг Рафаэля. Пг.: Брокгауз-Ефрон, 1923. 122 с.
Итальянский гуманизм в современной историографии (1890—1914) // Анналы. 1923. № 3. С. 241—243.
Лука времен купеческой династии Гвиниджи. Л., 1925.
Библиография метеорологической литературы, полученной Библиотекой Главной геофизической обсерватории: Вып. 1. Л., 1934.
Felice Feliciano da Verona comme l’auteur de L'«Hypnerotomachia Poliphili». Firenze: Olschki, 1936. 72 p.
Лоренцо Валла против дара Константина // Вопросы истории религии и атеизма. М., Л., 1963. Т. 12. С. 267—288.
К истории книг и библиотек по завещанию гуманистов и ученых итальянского Возрождения (1320—1574) // Средние века. 1963. Вып. 24. С. 217—224.
Лоренцо Валла — великий итальянский гуманист. М.; Л.: Наука. [Ленингр. отд-ние], 1964. 148 с.
Итальянская гуманистическая эпитафия: её судьба и проблематика. СПб.: Изд-во С.-Петербург. ун-та, 1995. 271 с. ISBN 5-288-01350-0
Пройденный путь [автобиография] // Хоментовская А. И. Итальянская гуманистическая эпитафия. СПб., 1995. С. 221—257.